# Dendropodola transitionalis
Dendropodola transitionalis is een buikharige uit de familie Dactylopodolidae. Het dier komt uit het geslacht Dendropodola. Dendropodola transitionalis werd in 1993 voor het eerst wetenschappelijk beschreven door Hummon, Todaro & Tongiorgi. 